# Добруджанка
Добруджа́нка (болг. Добруджанка) — село в Силістринській області Болгарії. Входить до складу общини Кайнарджа.

## Населення
За даними перепису населення 2011 року у селі проживали 100 осіб.
Національний склад населення села:
| Національність   | Кількість осіб | Відсоток |
| ---------------- | -------------- | -------- |
| болгари          | 38             | 63,3%    |
| турки            | 22             | 36,7%    |
| цигани           | 0              | 0%       |
| інша             | 0              | 0%       |
| не визначились   | 0              | 0%       |
| Всього відповіли | 60             |          |

Розподіл населення за віком у 2011 році:
Динаміка населення: